# Vriesea kautskyana
Vriesea kautskyana é uma espécie de planta do gênero Vriesea e da família Bromeliaceae.

## Taxonomia
A espécie foi descrita em 1983 por Ivo de Azevedo Penna e Edmundo Pereira.

## Forma de vida
É uma espécie epífita e herbácea.

## Conservação
A espécie faz parte da Lista Vermelha das espécies ameaçadas do estado do Espírito Santo, no sudeste do Brasil. A lista foi publicada em 13 de junho de 2005 por intermédio do decreto estadual nº 1.499-R.

## Distribuição
A espécie é endêmica do Brasil e encontrada nos estados brasileiros de Espírito Santo e Rio de Janeiro.
A espécie é encontrada no domínio fitogeográfico de Mata Atlântica, em regiões com vegetação de floresta ombrófila pluvial.